# Мешков, Михаил Михайлович
Михаи́л Миха́йлович Мешко́в (1929 — 7 октября 2000) — передовик советского сельского хозяйства, шофёр Черепановского автохозяйства Новосибирского управления автомобильного транспорта Министерства автомобильного транспорта и шоссейных дорог РСФСР, Герой Социалистического Труда (1966).

## Биография
Родился в 1929 год]у в селе Лушниково Тальменского района Алтайского края в крестьянской русской семье.
В 1942 году во время Великой Отечественной войны начал свою трудовую деятельность. В 1943 году окончил курсы механизаторов и до 1949 года работал трактористом. С 1949 по 1953 год служил в Красной Армии. После увольнения вернулся в Черепановский район и стал трудиться шофёром Черепановского автохозяйства Новосибирского управления автомобильного транспорта Министерства автомобильного транспорта и шоссейных дорог РСФСР.
Всегда был в передовиках производства. Автомобиль содержался в образцовом виде. Работал на автомобиле с прицепом, что позволяло перевозить больше грузов.
Указом Президиума Верховного Совета СССР от 5 октября 1966 года за достижение высоких показателей в перевозке грузов автомобильным транспортом Михаилу Михайловичу Мешкову присвоено звание Героя Социалистического Труда с вручением ордена Ленина и медали «Серп и Молот».
С 1989 года на пенсии. Был депутатом Новосибирского областного Совета.
Проживал в Черепаново Новосибирской области. Умер 7 октября 2000 года.

## Награды
За трудовые успехи удостоен:
- золотая звезда «Серп и Молот» (05.10.1966)
- орден Ленина (05.10.1966)
- другие медали.